# Veules-les-Roses
 Veules-les-Roses  es un balneario y una comuna francesa, cantón de Saint-Valery-en-Caux en el distrito de  Dieppe, situada en el departamento de Sena Marítimo en la región de Alta Normandía.

## Geografía
Veules-les-Roses es una localidad del País de Caux (Côte d'Albâtre). El pueblo es bañado por el río Veules, famoso por la corta longitud de su curso (1.100 metros). Veules está situado a 7 kilómetros de Saint-Valery-en-Caux, a 8 kilómetros de Fontaine-le-Dun, a 18 kilómetros de Doudeville, a 20 kilómetros de Offranville y a 28 kilómetros de Dieppe.

## Toponimia
En un certificado antiguo de 1025, Wellas, probablemente, se deriva del inglés antiguo en plural: Wella (Well en inglés moderno, bien en castellano), que puede designar a un arroyo o fuente, refiriéndose al río Veules.
Su nombre es homónimo de Wells en Inglaterra. Se encontraron estos elementos en los compuestos de Normandía, en Elbeuf (Welleboth) y en Rouelles (Rodewella), localidades designadas así en la Edad Media. En el siglo XII, la /w/ de origen germánico conduce a la /v/ en la Normandía septentrional, excepto en la toponimia que en algunos casos desaparece en el oriente.
El complemento "les-Roses" reemplazó al de "en-Caux" (Diario Oficial de 30 de julio de 1897).

## Historia
En 1840 una actriz de la Comedia Francesa (Comédie-Française), Anaïs Aubert, conduce con su entusiasmo a la célebre comediante Mélingue. El escritor Paul Meurice recibe repetidamente a su amigo Victor Hugo.
Veules y sus alrededores se hicieron la elección de varios pintores rusos del siglo XIX, en especial de Alexei Bogoliubov (que descubrió la Normandía en 1857), Ilya Repine, Vassili Polenov, Konstantin Savitski, Alexeï Harlamov y Karl Goun.

## Demografía
| 688 | 691 | 629 | 686 | 753 | 676 |
| Para los censos de 1962 a 1999 la población legal corresponde a la población sin duplicidades (Fuente: INSEE [Consultar]) |     |     |     |     |     |

## Actividades
La pesca fue una actividad importante durante los decenios pasados. Los pescadores en sus botes llevaban bertelles (largas redes de malla).